# 埃泰尔皮尼 (加来海峡省)
埃泰尔皮尼（法語：Éterpigny，法語發音：[etɛʁpiɲi]）是法国上法蘭西大區加来海峡省的一个市镇，属于阿拉斯区。

## 地理
埃泰尔皮尼（50°15'29"N, 2°58'47"E）面积3.49 平方千米，位于法国上法蘭西大區加来海峡省，该省份为法国北部沿海省份，西北濒北海，南至索姆省，东临北部省。
与埃泰尔皮尼接壤的市镇（或旧市镇、城区）包括：萨伊昂奥斯特雷旺、雷米、迪里、埃坦、欧库尔。

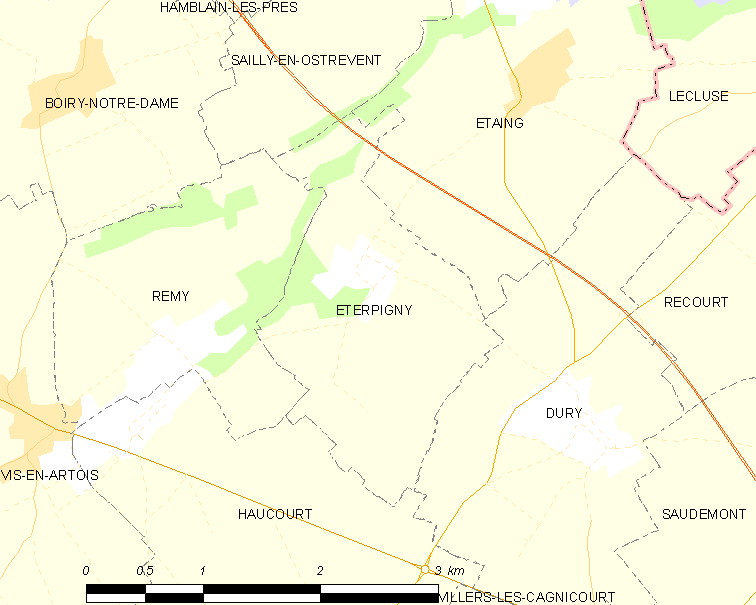
的OSM定位图

埃泰尔皮尼的时区为UTC+01:00、UTC+02:00（夏令时）。

## 行政
埃泰尔皮尼的邮政编码为62156，INSEE市镇编码为62319。

## 政治
埃泰尔皮尼所属的省级选区为布勒比耶尔县。

## 人口

1962-2008年间人口变化图示

埃泰尔皮尼于2022年1月1日时的人口数量为254人。